# Protogoniomorpha parhassus
Protogoniomorpha parhassus (Syn. Salamis parhassus) ist ein Schmetterling aus der Familie der Edelfalter (Nymphalidae).

## Merkmale

### Falter
Die Flügelspannweite dieses großen Schmetterlings beträgt 75 bis 100 Millimeter. Seine Flügel sind fast durchscheinend und haben eine silbrig-weiße bis hellgrüne Färbung mit violetten Sprenkeln und schwarzen Flecken und Punkten. Die Flügelspitzen sind wie Haken geformt und schwarz, ebenso die Außenränder der Flügel. Die Hinterflügel sind gezackt und tragen einen schwarzen Sporn. Direkt darüber befindet sich ein sehr markanter schwarz-weiß-roter Augenfleck. Die Schuppen der Flügel reflektieren im Flug das Sonnenlicht, in Ruhe scheinen sie eher stumpf zu sein. Unterseits ist er weiß mit grauen Sprenkeln und der Körper ist schwarz auf der Oberseite und weiß auf der Unterseite. In der Mitte des Flügels befindet sich ein brauner Strich. Die Größe sowie die Färbung hängen von der Regen- und Trockenperiode ab. Generationen in der Regenzeit sind deutlich kleiner und dunkler gefärbt ebenso die an den Vorderflügeln befindlichen Haken sind kleiner. Es gibt im Aussehen keinen Unterschied zwischen den Geschlechtern.

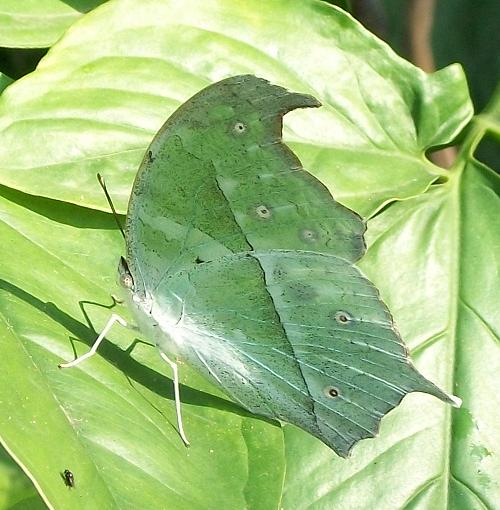
Unterseite der Flügel

### Ei
Die Eier haben einen Durchmesser von 1,1 Millimeter und sind 1 Millimeter hoch. Sie sind blass und wässrig grün bis schmutzig grün gefärbt und mit 16 Kielen längs gekielt. Zwischen den Kielen sind etwa 50 Querrippen.

### Raupe
Der Körper der Raupe ist 33,2 bis 56 Millimeter lang und durchläuft sechs Stadien. Sie ist dorsal hellbraun und unterseits bräunlich grün. Zu den Seiten hin sind sie gelblich. Die Borsten und der Kopf sind schwarz. Das erste Larvenstadium dauert drei Tage. Und am Ende dieses Stadiums ist die Raupe 5,56 Millimeter größer als zuvor. Im zweiten, etwa vier bis fünf Tage dauernden Stadium, werden die Borsten von schwarzen Höckern mit schwarzen Stacheln ersetzt. Auf dem Rücken weist dann jedes Segment einen Vorsprung auf, der auf den ersten drei und den letzten zwei Segmenten fehlt. Der Körper ist oben jetzt, bis auf die letzten drei gelben Segmente, olivfarben und seitlich blass mattgelb. Die Raupe ist nun 8,7 bis 9,5 Millimeter größer als zuvor. Im dritten, vier Tage dauernden Stadium, verdunkeln sich die Farbtöne, der Kopf färbt sich lachsfarben und hat schwarze Hörner. Die Raupe wächst um weitere 14,7 bis 16,2 Millimeter. Am Ende dieses Stadiums hellen sich die Falten der mittleren Segmente weißlich auf. Im vierten Stadium sind die größeren Raupen schwarz mit einem schwarzen Kopf und ebensolchen Hörnern. Je kleiner die Raupen in diesem Stadium sind, desto lachsfarbener ist der Kopf gefärbt. Gegen Ende dieses Stadiums färben sich die weißlichen Bereiche erst gelblich und dann lachsfarben. Sie wachsen dann in ca. 12 Tagen um nochmals 22 bis 26 Millimeter. Das folgende Stadium dauert dann nochmal ca. 8 Tage, indem die Raupe um weitere 32 Millimeter wächst. In diesem Stadium haben sie einen dunkelbraunen fast schwarzen Kopf mit schwarzen Hörnern, welche sich im sechsten Stadium zu einem lachsfarben-braunen oder dunkelbraunen Kopf mit schwarzen Hörnern färben. Die Markierungen am Rücken färben sich erst rötlich-lachsfarben und verblassen später zu einem schmutzigen Braun. Dieses Stadium dauert dann nochmals weitere 12 Tage, bis die Raupe ihre maximale Größe von 50 bis 56 Millimeter erreicht hat.

### Puppe
Die Puppe ist über einen Kremaster aufgehängt und 30 Millimeter lang. Sie ist zweigeteilt in Kopf und Rücken, die sich an einer scharfen Kante im Bereich des Thorax abheben. Es gibt zwei Reihen von Dornen auf dem Rücken, die am Ende der Flügel beginnen. Nach 13 bis 17 Tage schlüpft der Falter.

## Verhalten und Lebensweise
Die Flugzeit dieser Art ist ganzjährig. Zu beobachten ist der Falter nur bei kurzen Flügen, ansonsten sitzt er sehr oft in dichtem Buschwerk und ist hier sehr gut getarnt. Als wärme- und sonnenliebend bekannt, sieht man sie oft beim Sonnenbaden. Sie treten einzeln auf, manchmal auch in Zweier- oder Dreiergruppen. Die Männchen sitzen auf den unteren Blättern von Bäumen oder auf den Spitzen höherer Büsche und halten ihre Flügel halb geöffnet. Hier halten sie Ausschau nach Weibchen oder anderen Schmetterlingen, die sie aus ihrem Revier verjagen. Spät am Nachmittag sind sie am aktivsten. Zum Schlafen hängen sie Nachts kopfüber an der Unterseite von Blättern. Sie nehmen Nektar von verschiedenen Pflanzen, die Männchen kann man auch an Schlammpfützen bei der Aufnahme von Mineralien beobachten oder sogar an Dung von Elefanten. Beide Geschlechter kann man auf Waldlichtungen bei einem trägen, tänzelnden Flug beobachten. In Tansania wurden Wanderungen der Falter über eine Entfernung von mindestens 480 Kilometer bis in die trockenen Savannen bei Voi in Kenia beobachtet. Dies könnte auf ein Wanderverhalten der Falter hindeuten. Die Eier werden einzeln an den Enden junger Blätter abgelegt.
Es dauert ca. fünf Tage, bis aus der Spitze des Eis die Raupe schlüpft, die dann die Eihülle frisst.
Die Raupen befressen Akanthusgewächse (Acanthaceae) der Gattungen Asystasia und Isoglossa sowie Brilliantaisia, Mimulopsis, Paulowilhelmia und Justicia.
Auswahl der Raupenfutterpflanze:
- Asystasia gangetica
- Asystasia mysurensis
- Asystasia schimperi
- Brilliantaisia owariensis
- Brilliantaisia nitens
- Brilliantaisia subulugurica
- Dicliptera heterostegia
- Isoglossa mossambicensis
- Isoglossa woodii

## Verbreitung und Lebensraum
Die Art bewohnt ganz Afrika südlich der Sahara vom Senegal bis Südafrika und Madagaskar einschließlich der Staaten Guinea, Sierra Leone, Liberia, Elfenbeinküste, Ghana, Togo, Benin, dem Süden Nigerias und dessen Bundesstaat Cross River, Kamerun, Äquatorialguinea, Gabun, Demokratische Republik Kongo, Republik Kongo, Zentralafrikanische Republik, Angola, den Südsudan, Uganda, Ruanda, Burundi, Äthiopien, Kenia, Tansania, Malawi, Sambia, Mosambik sowie Simbabwe und die Sambesi Region bis Namibia.
Bewohnt werden dichte Regenwälder sowie Flussufer mit Wald aber auch dichtes Buschland. In Tansania steigt er bis in Höhen von 2400 Metern auf.

## Unterarten
Es wird nur eine Unterart unterschieden.
- Protogoniomorpha parhassus aethiops (Palisot de Beauvais, 1805) – in den südafrikanischen Provinzen KwaZulu-Natal, Transvaal im Distrikt Zululand sowie in Eswatini, Mosambik und Simbabwe.

## Status
Die Art ist weitverbreitet und häufig anzutreffen.